# Distrito electoral federal 10 de Chihuahua
El X Distrito Electoral Federal de Chihuahua fue un antiguo distrito electoral que existió en el estado mexicano de Chihuahua entre 1979 y 1997.
Fue creado por la reforma política de 1977 que elevó los hasta entonces seis distritos electorales de Chihuahua a diez. Con la publicación del acuerdo de redistritación emitido por el Instituto Federal Electoral el 12 de agosto de 1996, se determinó la eliminación del distrito debido a criterios demográficos.
Su cabecera era la ciudad de Cuauhtémoc y lo integraban los municipios de Cuauhtémoc, Cusihuiriachi, Dr. Belisario Domínguez, Gran Morelos, Guachochi, Nonoava, Riva Palacio, Rosales, Rosario, San Francisco de Borja, Satevó y Valle de Zaragoza.
Por este distrito fueron elegidos diputados a las Legislaturas LI a LVI.

## Diputados por el distrito
| Diputado                       | Grupo parlamentario | Legislatura | Periodo     |
| ------------------------------ | ------------------- | ----------- | ----------- |
| Alfonso Jesús Armendáriz Durán |                     | LI          | 1979 - 1982 |
| Miguel Olea Enríquez           |                     | LII         | 1982 - 1985 |
| José Bernardo Ruiz Ceballos    |                     | LIII        | 1985 - 1988 |
| Artemio Iglesias Miramontes    |                     | LIV         | 1988 - 1991 |
| Israel Beltrán Montes          |                     | LV          | 1991 - 1994 |
| Jorge Castillo Cabrera         |                     | LVI         | 1994 - 1997 |

## Resultados electorales

### 1979
|  | 2.42 % |

|  | 86.57 % |

|  | 2.08 % |

|  | 0.14 % |

|  | 1.74 % |

|  | 2.31 % |

|  | 0.41 % |

|  | 0.00 % |

|  | 95.66 % |

|  | 4.34 % |

|  | 51.33 % |

|  | 48.67 % |

### 1982
|  | 18.75 % |

|  | 75.86 % |

|  | 2.15 % |

|  | 0.00 % |

|  | 0.65 % |

|  | 1.91 % |

|  | 0.68 % |

|  | 0.00 % |

|  | 0.00 % |

|  | 0.00 % |

|  | 100.00 % |

|  | 0.00 % |

|  | 49.31 % |

|  | 50.69 % |

### 1985
|  | 28.97 % |

|  | 59.74 % |

|  | 0.75 % |

|  | 0.31 % |

|  | 0.43 % |

|  | 2.79 % |

|  | 1.94 % |

|  | 2.22 % |

|  | 0.06 % |

|  | 0.01 % |

|  | 97.24 % |

|  | 2.76 % |

|  | 34.45 % |

|  | 65.55 % |

### 1988
|  | 23.96 % |

|  | 67.09 % |

|  | 3.73 % |

|  | 4.71 % |

|  | 0.35 % |

|  | 0.16 % |

|  | 0.00 % |

|  | 100.00 % |

|  | 0.00 % |

|  | 32.86 % |

|  | 67.14 % |

### 1991
|  | 21.77 % |

|  | 61.88 % |

|  | 0.88 % |

|  | 6.86 % |

|  | 0.82 % |

|  | 0.45 % |

|  | 0.20 % |

|  | 0.18 % |

|  | 0.38 % |

|  | 1.65 % |

|  | 0.04 % |

|  | 95.12 % |

|  | 4.88 % |

|  | 58.75 % |

|  | 41.25 % |

### 1994
|  | 19.68 % |

|  | 68.94 % |

|  | 0.41 % |

|  | 4.09 % |

|  | 0.25 % |

|  | 0.31 % |

|  | 0.10 % |

|  | 1.50 % |

|  | 0.41 % |

|  | 0.00 % |

|  | 95.69 % |

|  | 4.31 % |

|  | 73.88 % |

|  | 26.12 % |